# Mestrado em Direito

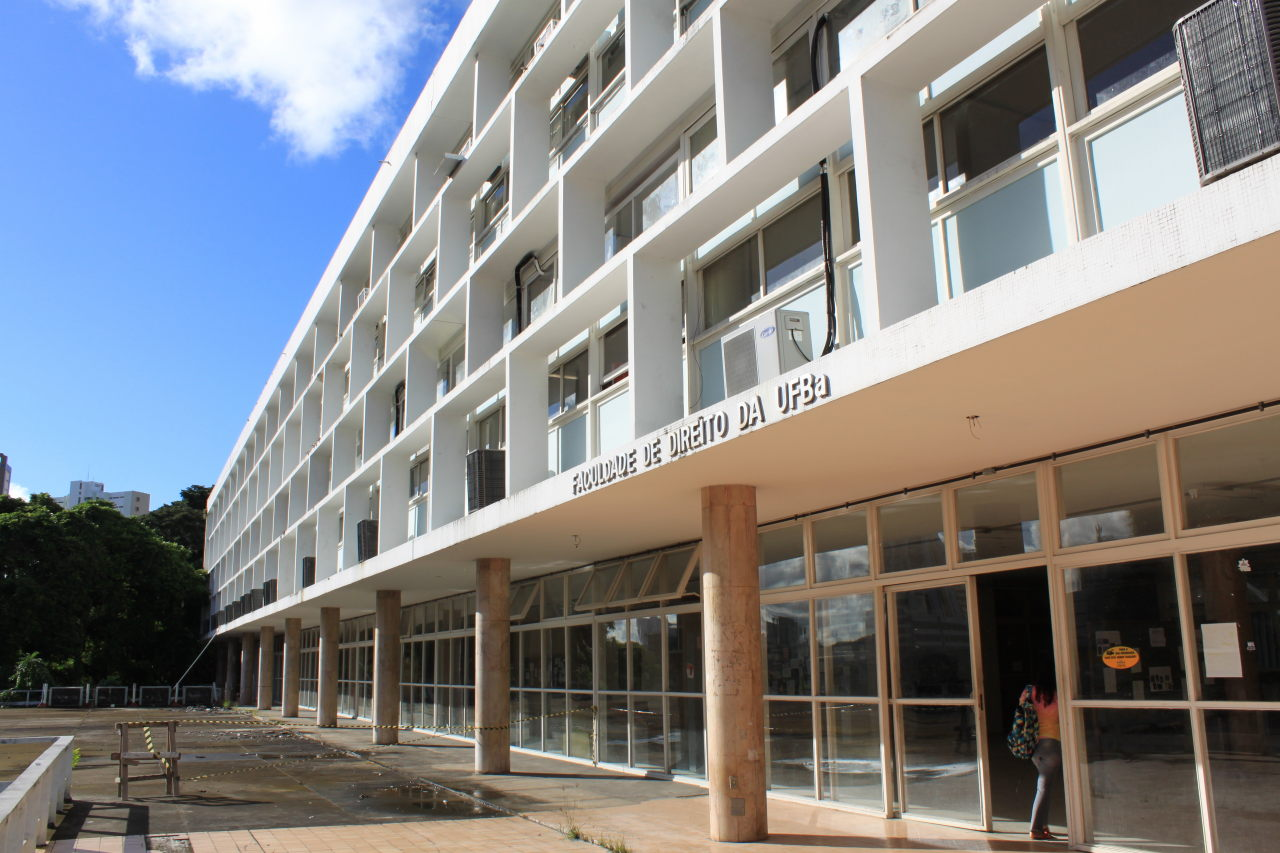
Faculdade de Direito da Universidade Federal da Bahia, onde há um programa de pós-graduação em Direito que oferece o mestrado

O Mestrado em Direito é um nível acadêmico avançado, comumente abreviado como LL.M. (também LLM), sendo um acrônimo para legum magister.

## Antecedentes sobre formação jurídica em países decommon law
Para se tornar um advogado e praticar a lei na maioria dos estados e países, uma pessoa deve primeiro obter um diploma de direito. Embora na maioria dos países de common law, o Bacharelado em Direito (ou LL.B.) seja exigido, os EUA e o Canadá geralmente exigem um doutorado profissional, ou Juris Doctor, para praticar advocacia.
O Juris Doctor (J.D.) é um doutorado profissional e de graduação "first professional degree" em Direito.
O grau é obtido ao completar o curso de direito nos Estados Unidos, Canadá, Austrália e outros países de direito consuetudinário. Muitos que possuem o grau de Juris Doctor são profissionais comprometidos com a prática da lei, e podem escolher enfocar sua prática em direito penal, direito da família, direito societário, ou uma ampla variedade de outras áreas. A maioria dos indivíduos que possuem um JD deve passar por um exame para obter licença para exercer a advocacia em suas respectivas jurisdições.
Se uma pessoa deseja obter conhecimento especializado através de pesquisa em uma área particular do direito, ele ou ela pode continuar seus estudos após uma LL.B. ou J.D. em um LL.M. programa. A palavra "legum" é a forma plural genitiva da palavra latina "lex" e significa "das leis". Quando usado no plural, significa um corpo específico de leis, em oposição ao conceito coletivo geral incorporado na palavra "jus", da qual derivam as palavras "juris" e "justiça". LL.M. às vezes é escrito incorretamente L.L.M., mas as abreviações latinas de termos plurais são indicadas pela duplicação da abreviação do termo singular.